# Matrilinearità
Il termine matrilinearità indica, in antropologia sociale, un sistema di discendenza per linea materna, nel quale cioè i figli ereditano la posizione sociale e il possesso dei beni dalla madre anziché dal padre.
La matrilinearità non va confusa con il matriarcato, che si riferisce alla gestione del potere quotidiano.

## Descrizione

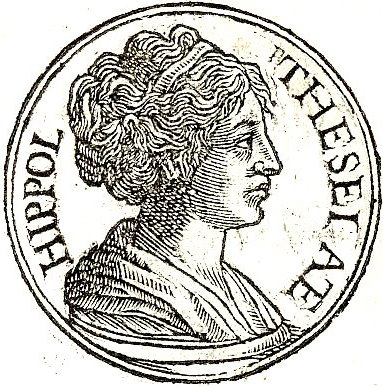
La mitica Ippolita, regina delle Amazzoni

L'antropologo scozzese John Fergusson McLennan (Primitive marriage, 1865) ipotizzava l'esistenza di società antiche poliandriche. L'impossibilità di determinare il padre del bambino portò al calcolo delle generazioni con una discendenza matrilineare. 
Una linea materna è una linea di discendenza da una donna a un soggetto (di entrambi i sessi) nel quale gli individui delle generazioni intermedie sono tutti femminili. In un sistema di discendenza matrilineare (= discendenza uterina), una persona è considerata appartenere allo stesso gruppo di progenie della propria madre. Questo in contrasto con il percorso più comune della discendenza patrilineare.
Gli antenati uterini di un singolo sono gli avi di sesso femminile di quella persona, ovvero una matrilinea che va dall'antenato femmina fino all'individuo.
Sull'eredità per relazione di parentela matrilineare (= parentela uterina), si applica la successione matrilineare.
In alcune culture, l'appartenenza a un gruppo viene trasmessa matrilinearmente. Ad esempio, la legge ebraica sostiene che un singolo sia ebreo se la propria madre (e non il padre) è giudea.

## Avunculato
L'istituto dell'avunculato è unanimemente considerato un'espressione di successione matrilineare.
Si parla di società avunculata quando lo zio materno, cioè il fratello della madre, assume particolari diritti e doveri nei confronti dei suoi nipoti.
Gli esempi di società avunculate sono numerosi, come i Trobriandesi e i Naxi in Cina.
La cosa era probabilmente vera anche nella società araba islamica premoderna e ciò sarebbe attestato dalla tutela del bimbo orfano assunta dallo zio materno ( khāl ) e non già da quello paterno ( ʿamm ).
Altri esempi di cultura matrilineare sono: le mitologiche Amazzoni, i Minangkabau di Sumatra Occidentale, i Nair del Kerala (India), i Balobedu (Sudafrica) con le regine della pioggia, le kandake (Candace) in Nubia e nell'antica Etiopia, l'etnia Mosuo in Cina, gli Ashanti in Ghana. Dieci sovrane si avvicendarono sul trono dell'antico regno del Matamba (Angola) dal XV secolo al 1771, tra cui la regina Nzinga (1631-1663) che regnò anche in Ndongo.
Il fatto che il DNA mitocondriale venga ereditato per via materna, infine, permette di individuare le linee matrilineari degli individui attraverso l'analisi genetica.